# Mühlacker
Mühlacker est une ville de Bade-Wurtemberg (Allemagne), située dans l'arrondissement d'Enz, dans l'aire urbaine Nordschwarzwald, dans le district de Karlsruhe. Elle compte environ 26 000 habitants. Elle est célèbre pour son émetteur.

## Histoire
| Appartenances historiques Duché de Wurtemberg 1504-1803 Électorat de Wurtemberg 1803–1806 Royaume de Wurtemberg 1806–1918 République de Weimar 1918–1933 Reich allemand 1933–1945 Allemagne occupée 1945–1949 Allemagne 1949–présent |